# Sperlonga
Sperlonga är en ort och kommun i provinsen Latina i regionen Lazio i Italien. Kommunen hade 3 229 invånare (2018).